# Iassus mirabilis
Iassus mirabilis är en insektsart som beskrevs av Orosz 1979. Iassus mirabilis ingår i släktet Iassus och familjen dvärgstritar. Inga underarter finns listade i Catalogue of Life.